# Női 1500 méteres gyorsúszás a 2017-es úszó-világbajnokságon
A 2017-es úszó-világbajnokságon a férfi 1500 méteres gyorsúszás versenyszámának döntőjét Budapesten rendezték, a Duna Arénában. A győztes Katie Ledecky lett, míg Kapás Boglárka a negyedik, Késely Ajna pedig a nyolcadik helyen végzett.